# Iron Cross (barmská hudební skupina)
Iron Cross známá i pod zkratkou IC (barmsky: အိုင်းရင်းခရော့စ်) je barmská rocková hudební skupina. Vznikla v roce 1991 pod vedením karenského kytaristy Saw Bwe Mhua (1952–1993). V současnosti vystupuje ve složení - Chit San Maung (kytara), Khin Maung Thant (basová kytara), Banyar Naing (klávesy) a Kha Yan (bicí). Skupina vždy vystupuje s několika dalšími zpěváky, kteří nejsou její součástí, přesto natáčejí se skupinou jejich sólová alba a také s ní pravidelně vystupují. Mezi nimi jsou Lay Phyu, Myo Gyi, Ah Nge a Wine Wine, kteří patří k populárnějším hudebníkům. Skupina je tak i prostřednictvím těchto sólistů podepsána pod několika desítkami úspěšných alb a patří k vyrazným a nejznámějším představitelům barmské rockové a popové hudby. Po cyklónu Nargis v roce 2008 uspořádala skupina koncert za účasti přibližně 50 tisíc fanoušků.